# Athetis hospes
Athetis hospes là một loài bướm đêm trong họ Noctuidae.